# Rezolucija Vijeća sigurnosti UN-a 838
Rezolucijom Vijeća sigurnosti UN-a 838, jednoglasno usvojenom 10. lipnja 1993., nakon ponovnog potvrđivanja Rezolucije 713 (1991.) i svih kasnijih rezolucija o situaciji u bivšoj Jugoslaviji, a posebno u Bosni i Hercegovini, Vijeće je raspravljalo o mogućnostima za raspoređivanje međunarodnih promatrača na granice Bosne i Hercegovine kako bi se osigurala provedba prethodnih rezolucija Vijeća sigurnosti.
Vijeće je ponovilo svoje zahtjeve u rezolucijama 752 (1992.) i 819 (1993.) koje pozivaju na prestanak stranog uplitanja u Bosnu i Hercegovinu i na to da Savezna Republika Jugoslavija (Srbija i Crna Gora) prestane isporučivati oružje i vojnu opremu paravojnim snagama bosanskih Srba. Osuđena su kršenja rezolucija 757 (1992.), 787 (1992.) i 820 (1993.) koja su uključivala akcije koje su se dogodile između Srbije i Crne Gore i zaštićenih područja u Hrvatskoj i onih područja Bosne i Hercegovine pod kontrolom bosanskih Srba. U tom smislu, Vijeće je razmotrilo moguće raspoređivanje promatrača oko granica Bosne i Hercegovine kako je navedeno u Rezoluciji 787 (1992).
U rezoluciji je također istaknuta odluka Srbije i Crne Gore da zabrani svu opskrbu paravojnim postrojbama bosanskih Srba, osim humanitarne, a Vijeće je pozvalo SRJ da provede tu obvezu. Vance-Owenov mirovni plan preporučen je kao mirno rješenje sukoba u regiji.
Od glavnog tajnika Butrosa Butros-Galija zatraženo je da izvijesti Vijeće sigurnosti o opcijama za raspoređivanje međunarodnih promatrača koji će nadzirati granice Bosne i Hercegovine s prioritetom njezine granice sa Srbijom i Crnom Gorom. Od njega je zatraženo da stupi u kontakt s državama članicama kako bi se osigurala dostupnost bilo kakvog materijala dobivenog nadzorom iz zraka.

## Vanjske poveznice
| Wikizvor | Engleski Wikizvor ima izvorni tekst na temu: United Nations Security Council Resolution 838 |

- (engl.) Text of the Resolution at undocs.org